# Arauzo de Torre
Arauzo de Torre település Spanyolországban, Burgos tartományban. Arauzo de Torre Huerta de Rey, Coruña del Conde, Caleruega és Arauzo de Salce községekkel határos. Lakosainak száma 61 fő (2024).

## Népesség
A település lakosságának változását az alábbi diagram mutatja:
| Lakosok száma | 106  | 106  | 103  | 96   | 91   | 82   | 76   | 71   | 71   | 61   |
|               | 2001 | 2004 | 2006 | 2009 | 2011 | 2014 | 2016 | 2019 | 2021 | 2024 |